# 日本女性科学者の会
一般社団法人日本女性科学者の会（にほんじょせいかがくしゃのかい、英文名 The Society of Japanese Women Scientists、略称SJWS）は、日本婦人団体連合会初代会長・女性国際民主連合副会長の平塚らいてう、ノーベル物理学賞受賞者の湯川秀樹をはじめとする世界平和アピール七人委員会の支援のもと、「女性科学者の友好を深め、各研究分野の知識の交換を図り、女性科学者の地位向上をめざすとともに、世界の平和に貢献すること」を目的として1958年に設立された（1996年に「日本婦人科学者」の名称から改組）。2002年から男女共同参画学協会連絡会に加盟。2004年に日本学術会議の登録学術団体（第4部科学教育）となる。
理学・工学（数学、物理学、化学、生物学、地学等）、医学、薬学、農学、家政学等を専攻する大学、研究機関などに所属する研究者および企業の研究者･技術者等幅広い会員からなり、男性も活動に参加している。会員数約250名（2023年6月現在）。
現在、代表は会長・梅津理恵（東北大学金属材料研究所・教授）で、事務局は東北大学片平キャンパスに置いている。
日本女性技術者科学者ネットワーク(JNWES)及び国際婦人年連絡会に加盟している。

## 活動
主な活動
- 学術会議・例会等の開催
- 公開講演会、女性科学者・研究者の地位問題に関する公開シンポジウム
- 女性研究者を援助、支援するため1995年から「日本女性科学者の会奨励賞」を設置
- 科学技術の分野において、女性と男性が共に個性と能力を発揮できる環境づくり・ネットワークづくりと社会貢献を目指して活動

## 機関誌
- 『日本女性科学者の会 学術誌』[6]

## 歴代会長[7]
| 初 代  | 阿武喜美子 |
| 第２代 | 幾瀬マサ   |
| 第３代 | 数野美つ子 |
| 第４代 | 鈴木益子   |
| 第５代 | 佐々木政子 |
| 第６代 | 大島範子   |
| 第７代 | 大倉多美子 |
| 第８代 | 功刀由紀子 |
| 第９代 | 近藤科江   |
| 第10代 | 跡見順子   |

## 過去の事務局所在地
- 東京農工大学小金井キャンパス　東京都小金井市中町2-24-16
- 東邦大学習志野キャンパス 千葉県船橋市三山2-2-1

- 愛知県名古屋市中村区平池町4-60-6 愛知大学名古屋一般教育研究室（名古屋キャンパス）

## 主な関連団体
- 内閣府男女共同参画推進連携会議
- 内閣府男女共同参画局
- 文部科学省
- 厚生労働省
- 日本学術会議
- 東京ウィメンズプラザ
- 国立女性教育会館
- 日本女性技術者フォーラム
- International Network of Women Engineers and Scientists (INWES)
- 女子中高生 夏の学校（夏学）
- 全国ダイバーシティネットワーク(PENeD)